# Gran Premio di superbike d'Europa 2011
Il Gran Premio di superbike d'Europa 2011 è la seconda prova del mondiale superbike 2011, nello stesso fine settimana si corre il secondo gran premio stagionale del mondiale supersport 2011. Ha registrato nelle due gare di Superbike rispettivamente le vittorie di Marco Melandri e Carlos Checa e di Luca Scassa in Supersport.

## Superbike

### Gara 1[1]

#### Arrivati al traguardo
| Pos. | Nº  | Pilota           | Squadra                  | Motocicletta         | Giri | Tempo     | Griglia | Punti |
| ---- | --- | ---------------- | ------------------------ | -------------------- | ---- | --------- | ------- | ----- |
| 1º   | 33  | Marco Melandri   | Yamaha World Superbike   | Yamaha YZF R1        | 23   | 34:33.189 | 9º      | 25    |
| 2º   | 96  | Jakub Smrž       | Effenbert-Liberty Racing | Ducati 1098R         | 23   | +2.455    | 4º      | 20    |
| 3º   | 7   | Carlos Checa     | Althea Racing            | Ducati 1098R         | 23   | +5.839    | 1º      | 16    |
| 4º   | 91  | Leon Haslam      | BMW Motorrad Motorsport  | BMW S1000 RR         | 23   | +6.176    | 2º      | 13    |
| 5º   | 4   | Jonathan Rea     | Castrol Honda            | Honda CBR1000RR      | 23   | +9.039    | 8º      | 11    |
| 6º   | 41  | Noriyuki Haga    | PATA Racing Team Aprilia | Aprilia RSV4 Factory | 23   | +9.215    | 5º      | 10    |
| 7º   | 1   | Max Biaggi       | Aprilia Alitalia Racing  | Aprilia RSV4 Factory | 23   | +9.960    | 6º      | 9     |
| 8º   | 2   | Leon Camier      | Aprilia Alitalia Racing  | Aprilia RSV4 Factory | 23   | +14.860   | 7º      | 8     |
| 9º   | 11  | Troy Corser      | BMW Motorrad Motorsport  | BMW S1000 RR         | 23   | +14.877   | 10º     | 7     |
| 10º  | 17  | Joan Lascorz     | Kawasaki Racing          | Kawasaki ZX-10R      | 23   | +16.182   | 12º     | 6     |
| 11º  | 50  | Sylvain Guintoli | Effenbert-Liberty Racing | Ducati 1098R         | 23   | +25.820   | 14º     | 5     |
| 12º  | 111 | Rubén Xaus       | Castrol Honda            | Honda CBR1000RR      | 23   | +28.378   | 16º     | 4     |
| 13º  | 86  | Ayrton Badovini  | BMW Motorrad Italia      | BMW S1000 RR         | 23   | +31.869   | 17º     | 3     |
| 14º  | 44  | Roberto Rolfo    | Team Pedercini           | Kawasaki ZX-10R      | 23   | +40.015   | 18º     | 2     |
| 15º  | 8   | Mark Aitchison   | Team Pedercini           | Kawasaki ZX-10R      | 23   | +1:00.128 | 19º     | 1     |

#### Ritirati
| Nº  | Pilota          | Squadra                | Motocicletta     | Giri | Griglia |
| --- | --------------- | ---------------------- | ---------------- | ---- | ------- |
| 66  | Tom Sykes       | Kawasaki Racing        | Kawasaki ZX-10R  | 17   | 3º      |
| 84  | Michel Fabrizio | Suzuki Alstare         | Suzuki GSX-R1000 | 14   | 11º     |
| 121 | Maxime Berger   | Supersonic Racing      | Ducati 1098R     | 5    | 15º     |
| 58  | Eugene Laverty  | Yamaha World Superbike | Yamaha YZF R1    | 3    | 13º     |

#### Non partito
| Nº | Pilota          | Squadra         | Motocicletta    |
| -- | --------------- | --------------- | --------------- |
| 77 | Chris Vermeulen | Kawasaki Racing | Kawasaki ZX-10R |

### Gara 2[2]

#### Arrivati al traguardo
| Pos. | Nº  | Pilota           | Squadra                  | Motocicletta         | Giri | Tempo     | Griglia | Punti |
| ---- | --- | ---------------- | ------------------------ | -------------------- | ---- | --------- | ------- | ----- |
| 1º   | 7   | Carlos Checa     | Althea Racing            | Ducati 1098R         | 23   | 34:21.537 | 1º      | 25    |
| 2º   | 33  | Marco Melandri   | Yamaha World Superbike   | Yamaha YZF R1        | 23   | +3.397    | 9º      | 20    |
| 3º   | 2   | Leon Camier      | Aprilia Alitalia Racing  | Aprilia RSV4 Factory | 23   | +5.902    | 7º      | 16    |
| 4º   | 91  | Leon Haslam      | BMW Motorrad Motorsport  | BMW S1000 RR         | 23   | +13.842   | 2º      | 13    |
| 5º   | 17  | Joan Lascorz     | Kawasaki Racing          | Kawasaki ZX-10R      | 23   | +14.253   | 12º     | 11    |
| 6º   | 4   | Jonathan Rea     | Castrol Honda            | Honda CBR1000RR      | 23   | +19.413   | 8º      | 10    |
| 7º   | 84  | Michel Fabrizio  | Suzuki Alstare           | Suzuki GSX-R1000     | 23   | +20.278   | 11º     | 9     |
| 8º   | 96  | Jakub Smrž       | Effenbert-Liberty Racing | Ducati 1098R         | 23   | +21.160   | 4º      | 8     |
| 9º   | 86  | Ayrton Badovini  | BMW Motorrad Italia      | BMW S1000 RR         | 23   | +24.298   | 17º     | 7     |
| 10º  | 111 | Rubén Xaus       | Castrol Honda            | Honda CBR1000RR      | 23   | +24.907   | 16º     | 6     |
| 11º  | 50  | Sylvain Guintoli | Effenbert-Liberty Racing | Ducati 1098R         | 23   | +32.440   | 14º     | 5     |
| 12º  | 66  | Tom Sykes        | Kawasaki Racing          | Kawasaki ZX-10R      | 23   | +32.679   | 3º      | 4     |
| 13º  | 11  | Troy Corser      | BMW Motorrad Motorsport  | BMW S1000 RR         | 23   | +34.070   | 10º     | 3     |
| 14º  | 58  | Eugene Laverty   | Yamaha World Superbike   | Yamaha YZF R1        | 23   | +36.418   | 13º     | 2     |
| 15º  | 44  | Roberto Rolfo    | Team Pedercini           | Kawasaki ZX-10R      | 23   | +44.037   | 18º     | 1     |
| 16º  | 8   | Mark Aitchison   | Team Pedercini           | Kawasaki ZX-10R      | 23   | +52.412   | 19º     |       |
| 17º  | 41  | Noriyuki Haga    | PATA Racing Team Aprilia | Aprilia RSV4 Factory | 23   | +56.634   | 5º      |       |

#### Ritirato
| Nº  | Pilota        | Squadra           | Motocicletta | Giri | Griglia |
| --- | ------------- | ----------------- | ------------ | ---- | ------- |
| 121 | Maxime Berger | Supersonic Racing | Ducati 1098R | 1    | 15º     |

#### Squalificato
| Nº | Pilota     | Squadra                 | Motocicletta         | Giri | Griglia |
| -- | ---------- | ----------------------- | -------------------- | ---- | ------- |
| 1  | Max Biaggi | Aprilia Alitalia Racing | Aprilia RSV4 Factory | 9    | 6º      |

#### Non partito
| Nº | Pilota          | Squadra         | Motocicletta    |
| -- | --------------- | --------------- | --------------- |
| 77 | Chris Vermeulen | Kawasaki Racing | Kawasaki ZX-10R |

## Supersport[4]

### Arrivati al traguardo
| Pos. | Nº  | Pilota            | Squadra                  | Motocicletta        | Giri | Tempo     | Griglia | Punti |
| ---- | --- | ----------------- | ------------------------ | ------------------- | ---- | --------- | ------- | ----- |
| 1º   | 9   | Luca Scassa       | Yamaha ParkinGO          | Yamaha YZF R6       | 22   | 33:40.762 | 1º      | 25    |
| 2º   | 7   | Chaz Davies       | Yamaha ParkinGO          | Yamaha YZF R6       | 22   | +0.270    | 2º      | 20    |
| 3º   | 4   | Gino Rea          | Step Racing              | Honda CBR600RR      | 22   | +20.374   | 6º      | 16    |
| 4º   | 127 | Robbin Harms      | Harms Benjan Racing      | Honda CBR600RR      | 22   | +23.469   | 7º      | 13    |
| 5º   | 23  | Broc Parkes       | Kawasaki Motocard.com    | Kawasaki ZX-6R      | 22   | +24.872   | 4º      | 11    |
| 6º   | 44  | David Salom       | Kawasaki Motocard.com    | Kawasaki ZX-6R      | 22   | +32.001   | 5º      | 10    |
| 7º   | 55  | Massimo Roccoli   | Lorenzini by Leoni       | Kawasaki ZX-6R      | 22   | +42.128   | 10º     | 9     |
| 8º   | 21  | Florian Marino    | Hannspree Ten Kate Honda | Honda CBR600RR      | 22   | +43.826   | 9º      | 8     |
| 9º   | 31  | Vittorio Iannuzzo | Lorenzini by Leoni       | Kawasaki ZX-6R      | 22   | +52.936   | 13º     | 7     |
| 10º  | 5   | Alexander Lundh   | Cresto Guide Racing      | Honda CBR600RR      | 22   | +55.956   | 14º     | 6     |
| 11º  | 117 | Miguel Praia      | Parkalgar Honda          | Honda CBR600RR      | 22   | +1:00.717 | 19º     | 5     |
| 12º  | 22  | Roberto Tamburini | Bike Service R.T.        | Yamaha YZF R6       | 22   | +1:01.807 | 12º     | 4     |
| 13º  | 69  | Ondřej Ježek      | SMS Racing               | Honda CBR600RR      | 22   | +1:06.106 | 16º     | 3     |
| 14º  | 38  | Balázs Németh     | Hungary Toth             | Honda CBR600RR      | 22   | +1:08.528 | 22º     | 2     |
| 15º  | 25  | Marko Jerman      | MD Team Jerman           | Triumph Daytona 675 | 22   | +1:32.599 | 26º     | 1     |
| 16º  | 10  | Imre Tóth         | Hungary Toth             | Honda CBR600RR      | 21   | +1 giro   | 25º     |       |
| 17º  | 19  | Mitchell Pirotta  | KUJA Racing              | Honda CBR600RR      | 21   | +1 giro   | 24º     |       |

### Ritirati
| Nº | Pilota          | Squadra              | Motocicletta        | Giri | Griglia |
| -- | --------------- | -------------------- | ------------------- | ---- | ------- |
| 77 | James Ellison   | Bogdanka PTR Honda   | Honda CBR600RR      | 21   | 8º      |
| 28 | Paweł Szkopek   | Bogdanka PTR Honda   | Honda CBR600RR      | 18   | 18º     |
| 14 | Jack Kennedy    | Appleyard Macadam R. | Yamaha YZF R6       | 15   | 20º     |
| 8  | Bastien Chesaux | MACH Racing          | Honda CBR600RR      | 14   | 23º     |
| 11 | Sam Lowes       | Parkalgar Honda      | Honda CBR600RR      | 12   | 3º      |
| 87 | Luca Marconi    | Bike Service R.T.    | Yamaha YZF R6       | 9    | 27º     |
| 34 | Ronan Quarmby   | Suriano Racing       | Triumph Daytona 675 | 7    | 17º     |
| 60 | Vladimir Ivanov | Step Racing          | Honda CBR600RR      | 3    | 11º     |
| 91 | Danilo Dell'Omo | Suriano Racing       | Triumph Daytona 675 | 0    | 15º     |

### Non partiti
| Nº | Pilota         | Squadra                  | Motocicletta   | Griglia |
| -- | -------------- | ------------------------ | -------------- | ------- |
| 95 | Robert Mureșan | PTR Romania Honda        | Honda CBR600RR | 21º     |
| 99 | Fabien Foret   | Hannspree Ten Kate Honda | Honda CBR600RR |         |

### Non qualificati
| Nº | Pilota         | Squadra  | Motocicletta  |
| -- | -------------- | -------- | ------------- |
| 24 | Eduard Blokhin | RivaMoto | Yamaha YZF R6 |
| 73 | Oleg Pozdneev  | RivaMoto | Yamaha YZF R6 |